# Aristión de Paros
Aristión de Paros fue un escultor griego activo en el siglo VI a. C. Las obras que se le atribuyen datan del 540 al 525 a. C.

## Biografía
Procedía de la isla de Paros. Estuvo activo aproximadamente entre el 550 y el 520 a. C. Se le conoce por firmas de pedestales de estatuas. Su propio estilo y su relación con el tipo de escultura de Paros del siglo VI a. C. ha sido objeto de polémica.

## Obras
Aristión no está documentado por los escritores antiguos, pero se han encontrado algunas de sus firmas en monumentos funerarios, todas ellas en Ática, por lo que es el primer escultor griego arcaico conocido por su nombre. En 1839 y 1858, por ejemplo, se encontraron en el Ágora de Atenas tres fragmentos de una basa del monumento funerario de Antíloco, con su firma, cuya inscripción es similar a la de la Kore de Frasiclea. Por la forma del hueco de la parte superior del monumento de Antíloco, parece que la basa debió sostener una columna que a su vez estaba rematada por una esfinge o un kuros. El hallazgo se fecha alrededor del 540-530 a. C. Se conserva en el Museo Epigráfico de Atenas con el n.º inv. 10647-8. Otra basa de estatua del Cerámico estaba dedicada a un difunto llamado Jenofante.

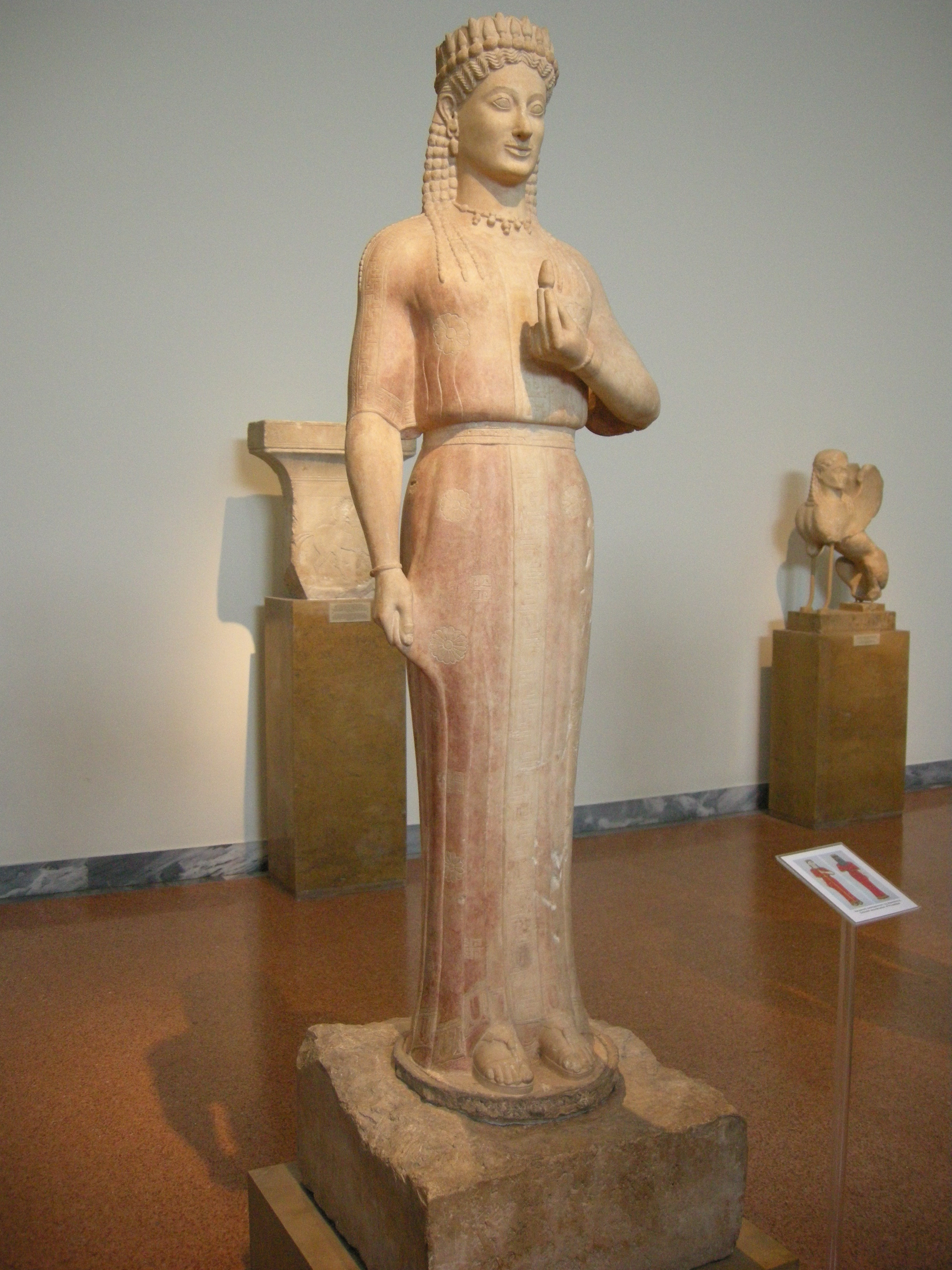
Kore de Frasiclea de Aristión de Paros.

Según algunos eruditos, la estela de la tumba del hoplita Aristión, creada por el escultor Aristocles, se encontraba originalmente sobre la tumba de Aristión de Paros. Mide 2,40 m de altura. El escultor logró plasmar la silueta del guerrero con gran maestría. Se ha datado aproximadamente en el año 510 a. C. Esta estela es uno de los ejemplares más tardío de la escultura arcaica ateniense.

## Recepción
En cuanto a la Kore de Frasiclea,  la opinión más extendida es que debería ilustrar la fuerte influencia del entorno artístico extranjero en la obra de Aristión.
La arqueóloga Brunilde Sismondo Ridgway sugiere que Aristión también creó los frisos este y norte del Tesoro de los sifnios en Delfos. Elena Walter-Karydi rechaza vehementemente una equiparación con este escultor llamado Maestro B por razones estilísticas.